# گوارانی پاراگوئه
گوارانی پاراگوئه (به اسپانیایی: guaraní paraguayo) با کد ایزوی PYG، یکای پول رایج در کشور پاراگوئه است. مسئولیت کنترل این یکای پول بر عهدهٔ بانک مرکزی پاراگوئه قرار دارد.
نام این یکای پول ریشه در نام مردم گوارانی دارد.

## تاریخچه
قانون جایگزین شدن پزو پاراگوئه با گوارانی در ۵ اکتبر ۱۹۴۳ تصویب و نرخ تبدیل ۱ گوارانی در برابر ۱۰۰ پزو اعلام شد هرچند گوارانی برای نخستین بار در سال ۱۹۴۴ منتشر شد. این یکای پول از سال ۱۹۶۰ تا ۱۹۸۵ با دلار آمریکا تثبیت می‌شد.

## اسکناس‌ها
نخستین سری از اسکناس‌ها در سال ۱۹۴۴ توسط دی لا رو چاپ شد. در سال ۱۹۸۲ نوشته‌هایی به زبان گوارانی به پشت اسکناس‌ها افزوده شد. نخستین اسکناس از جنس بسپار در سال ۲۰۰۹ و با بهای ۲,۰۰۰ گوارانی منتشر شد.
| نگاره | نگاره | بها      | رنگ      | شرح                            | شرح                     | تاریخ نخستین انتشار |
| رو    | پشت   | بها      | رنگ      | رو                             | پشت                     | تاریخ نخستین انتشار |
| ----- | ----- | -------- | -------- | ------------------------------ | ----------------------- | ------------------- |
|       |       | ₲۲,۰۰۰   | سرخابی   | آدلا و سلسا اسپراتی            | رژه مدرسه               | ۲۰۰۸                |
|       |       | ₲۵,۰۰۰   | نارنجی   | کارلوس آنتونیو لوپز            | کاخ ریاست‌جمهوری         | ۱۹۶۳                |
|       |       | ₲۱۰,۰۰۰  | قهوه‌ای   | خوزه گاسپار رودریگز د فرانسیا  | صحنه‌ای مربوط به استقلال | ۱۹۶۳                |
|       |       | ₲۲۰,۰۰۰  | آبی روشن | زن پاراگوئه‌ای                  | بانک مرکزی پاراگوئه     | ۲۰۰۵                |
|       |       | ₲۵۰,۰۰۰  | بژ       | آگوستین باریوس                 | گیتار آگوستین باریوس    | ۱۹۹۰                |
|       |       | ₲۱۰۰,۰۰۰ | سبز      | سنت روکی گونزالس ده سانتا کروز | سد ایتایپو              | ۱۹۹۸                |